# Rodzina Soprano
Rodzina Soprano (ang. The Sopranos) – amerykański serial telewizyjny emitowany przez telewizję HBO od 10 stycznia 1999 do 10 czerwca 2007. W Polsce premierowe odcinki były emitowane przez stację HBO Polska od 4 stycznia 2000 do 17 października 2007.
Rodzina Soprano opowiada o fikcyjnej włosko-amerykańskiej rodzinie mafijnej z północnego New Jersey. Główny bohater, Tony Soprano (James Gandolfini), boss rodziny mafijnej DiMeo z hrabstwa Essex, New Jersey, próbuje połączyć – będące często w konflikcie – życie rodzinne i przewodzenie rodzinie mafijnej.
Od premiery serial stał się fenomenem, zyskującym ogromną popularność i uznanie wśród krytyków za nowatorskie podejście do poglądu na życie mafii, amerykańskiej rodziny, włoskiej społeczności w Ameryce i wpływu przemocy na ludzi. Tak jak inne seriale HBO, Rodzina Soprano jest przeznaczona wyłącznie dla dorosłych widzów ze względu na pojawiającą się przemoc, nagość, narkotyki oraz wulgarny język.

## Obsada
Anthony „Tony” Soprano (James Gandolfini) jest bossem rodziny mafijnej DiMeo oraz głową rodziny Soprano. Ma kłopoty w życiu rodzinnym i zawodowym. Uczęszcza także na spotkania z psychoterapeutką z powodu ataków paniki. Terapeutką jest dr Jennifer Melfi (Lorraine Bracco), także mająca włoskie korzenie. Dr Melfi walczy o utrzymanie swojej etycznej i zawodowej pozycji w sytuacji zastraszenia przez Tony’ego i jego przestępcze życie.
Najbliższa rodzina Tony’ego to jego żona Carmela Soprano (Edie Falco), córka Meadow Mariangela Soprano (Jamie-Lynn Sigler) i syn Anthony „A.J.” Soprano Jr. (Robert Iler). Carmela jest dumną matką i oddaną żoną, która przeżywa rozterki związane z zajęciem jej męża oraz boi się o swoją finansową przyszłość. Prowadzi także spotkania towarzyskie z innymi żonami i wdowami po członkach mafii. A.J. jest ogarniętym młodzieńczym buntem nastolatkiem, zmagającym się z (niepotwierdzonym diagnozą) ADHD. Meadow jest utalentowaną uczennicą, która racjonalnie podchodzi do zajęć ojca. Dorasta w nadziei, że w przyszłości rozpocznie karierę prawnika lub lekarza.
Dalsza rodzina Tony’ego to: jego matka Livia Soprano (Nancy Marchand), siostry Janice Soprano (Aida Turturro) i Barbara Soprano Giglione (Nicole Burdette), wujek Corrado „Junior” Soprano (Dominic Chianese), kuzyn Tony Blundetto (Steve Buscemi) oraz daleki kuzyn Christopher Moltisanti (Michael Imperioli). Livia jest bystrą manipulatorką mającą problemy z okazaniem miłości i współczucia. Junior jest starszy stażem od Tony’ego i stara się przejąć całą władzę. Pragnienie bycia bossem połączone z manipulacją Livii prowadzi do nieudanej próby zamordowania Tony’ego w pierwszym sezonie. Janice, która miała dziecko w Quebec ucieka do Seattle. Wraca do New Jersey dziesięć lat później i zapoznaje się z kilkoma znajomymi Tony’ego. Barbara wyprowadziła się by stworzyć swoją własną rodzinę. Blundetto dorastał z Tonym. Jako młody chłopak został skazany za napad z bronią w ręku. Zostaje wypuszczony z więzienia w 5 sezonie. Christopher jest dalszym kuzynem Carmeli, jednak Tony uważa go za swojego bratanka i wprowadza go do mafii, pomagając mu w zdobywaniu wyższych pozycji w hierarchii.
Najbliższe otoczenie Tony’ego w rodzinie DiMeo to Silvio „Sil” Dante (Steven Van Zandt), Peter Paul „Paulie Walnuts” Gualtieri (Tony Sirico) i Salvatore „Big Pussy” Bonpensiero (Vincent Pastore). Sil jest Tony’ego consigliere oraz najlepszym przyjacielem, Paulie i Big Pussy są długoletnimi żołnierzami którzy pracowali z Tonym i jego ojcem. Inni wspólnicy Tony’ego to Patsy Parisi (Dan Grimaldi), Furio Giunta (Federico Castelluccio) i Carlo Gervasi. Patsy jest kolejnym żołnierzem, który lubi zbierać książki. Furio został przywieziony z Włoch. Został wypożyczony od zaprzyjaźnionej włoskiej rodziny. Carlo jest żołnierzem starej daty, który przejmuje ekipę.
Inni członkowie rodziny DiMeo to Bobby „Bacala” Baccalieri (Steven R. Schirripa), Richie Aprile (David Proval), Ralph Cifaretto (Joe Pantoliano), Eugene Pontecorvo (Robert Funaro) i Vito Spatafore (Joseph R. Gannascoli). Bobby jest podwładnym Juniora którego Tony często zastrasza. Bobby po jakimś czasie żeni się z Janice. Cifaretto jest ambitny, zarabia najlepiej, ale jednocześnie utrudni życie Tony’emu. Richie Aprile zostaje wypuszczony z więzienia podczas drugiego sezonu, i natychmiast staje się przeciwnikiem Tony’ego. Pontecorvo jest młodym żołnierzem który staje się prawą ręką Christophera. Spatafore buduje swoją pozycję w hierarchii, kiedy ludzie o wyższej randze umierają. Ma sekret, który zostaje ujawniony dopiero w pierwszej połowie szóstego sezonu.
Do przyjaciół rodziny Soprano zaliczają się Adriana La Cerva (Drea de Matteo), Rosalie Aprile (Sharon Angela), Angie Bonpensiero (Toni Kalem), Artie Bucco (John Ventimiglia) i Charmaine Bucco (Kathrine Narducci). Adriana jest dziewczyną Christophera; ich związek jest bardzo burzliwy. Rosalie jest bliską przyjaciółką Carmeli, oraz wdową po poprzednim bossie DiMeo, Jackiem Aprile. Po jego śmierci nadal jest związana z rodziną. Angie jest żoną Salvatora Bonpensiero, która później otwiera swój własny interes. Artie i Charmaine są szkolnymi przyjaciółmi Tony’ego i prowadzą popularną restaurację „Vesuvio”.
John „Johnny Sack” Sacrimoni (Vincent Curatola), Phil Leotardo (Frank Vincent) i „Little” Carmine Lupertazzi Jr. (Ray Abruzzo) są znaczącymi postaciami z Nowego Jorku, członkami rodziny mafijnej Lupertazzi, która dzieli większość interesów z rodziną DiMeo. Pomimo że interesy obu rodzin często są sprzeczne, Tony utrzymuje ciepłe stosunki z Johnnym Sackiem, woląc zawrzeć umowy przynoszące korzyści dla obu rodzin. Phil Leotardo jest trudniejszy w interesach oraz często stara się stosować przemoc wobec ekipy Tony’ego.
W rolach drugoplanowych i epizodach wystąpili m.in.: David Proval, Annabella Sciorra, John Heard, Julianna Margulies, Robert Loggia, David Strathairn, Robert Patrick, Joe Penny, Paul Dano, Annette Bening, Nancy Sinatra, Janeane Garofalo, Ben Kingsley, Lauren Bacall, Polly Bergen, Bruce Kirby, Sydney Pollack, Roma Maffia, Charles S. Dutton, Rebecca Wisocky, Tim Kang, Hal Holbrook oraz reżyserzy Peter Bogdanovich, Paul Mazursky, Sydney Pollack i muzyk David Lee Roth.

## Opis sezonów
Serial zaczyna się, gdy Tony Soprano przez ataki paniki zaczyna terapię u dr Jennifer Melfi. Stopniowo Tony odkrywa, że to jego matka, Livia, jest manipulantką i prawdopodobnie ma problemy psychiczne; jego dzieci martwią się swoją przyszłością, ktoś z jego ludzi sprzedaje informacje FBI, a jego własny wujek chce jego śmierci. Wujek Junior staje się bossem rodziny, ale to Tony stara się wszystkim rządzić. Wściekły na plan Juniora, Tony reaguje i odkrywa, jaką rolę w tym wszystkim odegrała jego matka. Livia po ujawnieniu tych informacji dostaje ataku. Wujek Tony’ego, Junior, zostaje aresztowany przez FBI.
W drugim sezonie Richie Aprile zostaje uwolniony z więzienia i stara się być niezależny w świecie mafii, oraz zaczyna spotykać się z siostrą Tony’ego, Janice. Przyjaciel Tony’ego „Big Pussy” wraca do New Jersey po czasowej nieobecności i Tony uświadamia sobie, że jest on informatorem. Zmagając się z tymi problemami, Tony osobiście zabija Big Pussy’ego, a Janice zabija w akcie desperacji Richiego.
Podczas trzeciego sezonu ambitny Ralph Cifaretto wraca do organizacji Tony’ego po długiej nieobecności. Zostaje wciągnięty do rodziny i Tony promuje go. Jackie Aprile Jr zaczyna spotykać się z córką Tony’ego i przez swoją lekkomyślność zaczyna zadawać się z mafią. Tony początkowo stara się wytłumaczyć narwany charakter Jackiego jego młodym wiekiem, próbuje go upomnieć w bezpośredniej rozmowie. Pomimo przestróg Tony’ego Jackie przekracza granicę, organizując kradzież, przez co wydaje na siebie wyrok. Tony decyduje się obarczyć odpowiedzialnością Ralpha Cifaretto. Ma on podjąć decyzję, czy Jackie przeżyje, czy nie. Ralph ostatecznie wydaje wyrok śmierci na Jackiego.
W czwartym sezonie Tony zabija Ralpha w akcie wściekłości, po tym jak dowiedział się, że Ralph uśmiercił ich konia wyścigowego Pie-O-My, wzniecając pożar w stajni. Zachowanie Ralpha stawało się coraz bardziej nie do zniesienia, był coraz brutalniejszy, włączając zabicie jednej z dziewczyn pracujących dla Sila. Napięcie pomiędzy Tonym a Carmelą sięga zenitu, gdy kochanka Tony’ego dzwoni do jego domu. Ich małżeństwo rozpada się. Tony dostaje propozycję od Jonny’ego Sacka, przyjaciela z rodziny Lupertazzi, aby zamordować Carmine Lupertazziego; Tony ostatecznie odrzuca ten zamiar.
W piątym sezonie kuzyn Tony’ego, Tony Blundetto, zostaje wypuszczony z więzienia razem z innymi członkami mafii. Carmine nieoczekiwanie umiera bez powierzenia władzy swojemu następcy, przez co wybuchają spory o przywództwo w Nowym Jorku. Blundetto, starając się nie wracać do świata przestępczego, sprzeciwia się rozkazom Tony’ego. Kiedy Blundetto zabija brata Phila Leotarda, Johnny żąda, by im wydano zabójcę. Po odmowie, która prowokuje Nowy Jork, Tony postanawia sam zabić kuzyna. Woli takie rozwiązanie, niż mieliby to zrobić ludzie z Nowego Jorku. Tony przekonuje Carmelę, aby ta do niego wróciła. Christopher odkrywa, że jego dziewczyna Adriana jest informatorem FBI, i mówi o tym Tony’emu. Tony razem z Christopherem wysyłają Silvia Dantego, aby ją zabił. Kiedy już nastaje pokój między Tonym a Johnnym i rodziny mają wracać do wspólnych interesów, Johnny zostaje aresztowany przez FBI.
W pierwszej części szóstego sezonu Tony zostaje postrzelony przez swojego wuja Juniora, starego i zdezorientowanego. Po postrzale Tony przeżywa dziwne doświadczenia podczas śpiączki. Zmienia to jego poglądy i zachowanie. Jednakże na jego głowę spada coraz więcej spraw związanych z interesami. Christopher Moltisanti po zawarciu związku małżeńskiego i kupieniu nowego domu zakochuje się (oraz wraca do narkotyków) w pięknej kobiecie, agentce nieruchomości, która podoba się także Tony’emu. Vito Spatafore okazuje się gejem i Tony czuje impuls, żeby podzielić się tą informacją, przez Phila Leotarda, z nowym bossem Nowego Jorku, Johnnym Sackiem, będącym w więzieniu. Kiedy Tony nie podejmuje żadnej akcji w tej sprawie, Phil zabija Spataforego. Rodzina przestępcza Tony’ego w odwecie zabija jednego z członków mafii nowojorskiej, po czym rodziny są na krawędzi wojny.

## Symbolika

### Sny
Jednym z unikatowych aspektów serialu jest przedstawienie snów. Są one użyte w nietypowy sposób, przedstawiane za pomocą intensywnej symboliki tak, aby przekazać, co bohaterowie (najczęściej Tony) myślą i czują. Najbardziej znane sny przedstawiają Tony’ego rozmawiającego z Big Pussym, ukazanym jako ryba; podczas takiego snu Tony uświadamia sobie, że jego przyjaciel był informatorem i sprzedawał informacje FBI. Sen też pokazuje, że podświadomie Tony wiedział o tym, że Big Pussy był kapusiem. W tym śnie Pussy mówi „Nie powinieneś pomijać mnie przy awansach”. Innym sławnym snem jest ponad dwudziestominutowa scena w odcinku „The Test Dream”.
W szóstym sezonie pojawia się najwięcej motywów ze snami. Tony podczas śpiączki śni, że jest normalnym człowiekiem, ale zamienia się tożsamością z Kevinem Finnertym. Ten sen symbolizuje strach Tony’ego przed śmiercią. W trakcie tej sceny Tony utknął w pewnym mieście, a z powodu zamienionej tożsamości nie mógł powrócić do domu. Scena ta symbolizowała czyściec. Gdy Tony wyjrzał przez okno w swoim pokoju hotelowym, mógł zobaczyć błyskające światło, które symbolizowało niebo. Czerwona poświata w innym miejscu symbolizowała piekło.

### Jajka
Jajka zwiastują nieszczęście, zazwyczaj śmierć albo szaleństwo. Podobne znaczenie występuje w „Ojcu chrzestnym” za każdym razem, gdy na ekranie pojawia się pomarańcza.
Na przykład: w odcinku „Commendatori” żona Pussy’ego upuszcza karton jajek, kiedy Pussy schodzi po schodach, Pussy później zabija znajomego, który widział go z agentem FBI; w „Long Term Parking” Adriana proponuje Christopherowi, że ugotuje mu jajka, po tym jak przyznała się do pracy z FBI, następnie zostaje szybko zabita; w „Watching Too Much Television” Irina oferuje Tony’emu sałatkę jajeczną tuż przed pobiciem Zellmana paskiem przez Tony’ego; w „Whoever Did This” Ralph proponuje, że zrobi Tony’emu jajka na śniadanie, po czym Tony zabija go; w „Rat Pack” Carmine Lupertazzi dostaje ataku podczas jedzenia sałatki jajecznej; później Junior prosi Bobiego, aby przygotował on jajka dla Tony’ego, następnie omyłkowo nazywa Tony’ego Blundetto „Tony Egg (Tony Jajko)”, po czym dzwoni telefon z informacją o śmierci Carmine; w „The Test Dream” Valentina przez przypadek podpala swoje kimono od kuchenki, na której przygotowywała jajka dla Tony’ego; po postrzeleniu Christophera, następnego ranka jego matka proponuje mu jajka na śniadanie; i na koniec Tony Soprano staje na rozbitym jajku zaraz przed podjęciem decyzji o zabiciu swojego kuzyna, Tony’ego Blundetto, w „All Due Respect”. W „Another Toothpick” Bryan Spatafore wysyła swojego kolegę konstruktora do restauracji. Mówi, że Freddy chce jajka. Zaraz po tym Mustage Sally zostaje pobity do nieprzytomności.
W wywiadzie udzielonym w 2006 roku dla stacji BBC twórca „Rodziny Soprano” David Chase wyjaśnił, że pokazanie jajka jako symbolu było przypadkowe i niezamierzone.

### Zwierzęta
Zwierzęta są często używane jako symbole. Najsławniejsze, kaczki użyte w pierwszej serii, są odpowiednikiem rodziny Tony’ego, w czwartej serii wiewiórki reprezentują upływ czasu, a czarny niedźwiedź, użyty w piątym sezonie, przedstawia samego Tony’ego. W trzecim sezonie, po tym jak dr Melfi została zgwałcona, miała sen, w którym rottweiler pojawia się, aby uratować ją od napastników. Później uświadamia sobie, że rottweiler jest potomkiem rzymskich psów obronnych, lojalnych, ale także okrutnych, a takie cechy ma właśnie Tony, któremu ufa.
Tony okazuje również czułość dla zwierząt, ponieważ (co odkrywa dr Melfi) nie okazuje jej ludziom, najwyraźniej z powodu braku miłości w dzieciństwie. Depresja Tony’ego zaczyna się, gdy rodzina kaczek opuszcza jego przydomowy basen. Klacz wyścigowa Pie-O-My w sezonie czwartym pokazuje łagodną stronę Tony’ego, a śmierć zwierzęcia w pożarze stajni ujawnia, że było ono dla niego jak członek rodziny. Tony gniewa się na Christophera bardziej za to, że ten przez przypadek zabija psa Adriany, Cosette, niż gdy dowiaduje się, że Chris nadal zażywa narkotyki. Tony przeżył też małe załamanie, dowiadując się, że ojciec, gdy Tony był mały, oddał jego psa swojej kochance, Fran Felstein. Pod koniec szóstego sezonu Tony nie pozwala Pauliemu wyrzucić kota ze swojego biura.

### Godzina trzecia
„Trzecia godzina” wydaje się mieć swoje znaczenie. Pierwszy raz zostaje wspomniana w pierwszym sezonie w odcinku „Meadowlands”, kiedy Tony śni, że jego wspólnik odwiedza dr Melfi. W odcinku „From Where to Eternity” Christopher budzi się ze śpiączki myśląc, że był w piekle, i przekazuje wiadomość dla Tony’ego i Pauliego od Brandona Filonego i Mikeya Palmicego o treści: „godzina trzecia”.
W szóstym sezonie Vito – po tym jak uświadamia sobie, że wiadomość o jego homoseksualnej orientacji została odkryta przez rodzinę z Nowego Jorku – dzwoni do Silvia o trzeciej z taniego motelu, mając nadzieję, że ta wiadomość jeszcze nie dotarła do rodziny Soprano. Także w szóstym sezonie, w odcinku „The Ride”, Paulie budzi się o trzeciej i dzwoni do swojego doktora, aby dowiedzieć się, czy ma raka prostaty.

## Tematy i charakterystyki

### Nawiązania i aluzje

#### Telewizja i filmy
Bohaterowie, szczególnie Tony, są często pokazywani, gdy oglądają filmy lub programy telewizyjne. Tony najczęściej ogląda kanał historyczny, a także filmy Jamesa Cagneya „Wróg publiczny nr 1” lub „Biały żar”. Sceny pokazane w filmach często odzwierciedlają to, co się dzieje w serialu, lub symbolizują sytuację, w której Tony lub inni bohaterowie się znajdują. Na przykład wujek Junior ogląda w odcinku „Members Only” film Ścieżki chwały, w którym generał Broulard (Adolphe Mejnou) mówił do pułkownika Daxa (Kirk Douglas) „You’ve spoiled the keenness of your mind by wallowing in sentimentality... You are an idealist, and I pity you as I would the village idiot”. Scena ta symbolizowała pogorszenie się pamięci Juniora i jego relacji z Tonym.
Także ostrzeżenia przed piractwem i nielegalnym wykorzystywaniem pirackich kopii filmów DVD są zawsze wyświetlane (zawsze z odpowiednią długością czasu), gdy tylko bohaterowie oglądają film. Na przykład gdy Christopher ogląda Ojca chrzestnego oraz gdy Carmela z przyjaciółkami oglądają film Obywatel Kane. Oba te ostrzeżenia pojawiają się, gdy informator FBI jest w pokoju (Big Pussy jest obecny, gdy Chris ogląda „Ojca chrzestnego”, a Adriana, gdy oglądany jest „Obywatel Kane”).
Filmy są także inspiracją dla serialu. Christopher ma obsesję na punkcie pisania scenariuszy, która w serialu była przedstawiona jako osobny wątek. W pierwszym i drugim sezonie pisał on scenariusz do filmu „You Bark, I Bite (Ty szczekasz, ja gryzę)”, ale ostatecznie nie został on skończony. W szóstym sezonie pisze scenariusz do filmu o tytule „Pork Store Killer (Morderca ze sklepu z wieprzowiną)” (później przemianowany na „Cleaver”). Przy okazji wykorzystuje film do przedstawienia sytuacji, w jakiej się właśnie znajduje. Również Ralph Cifaretto jest zafascynowany filmami o gladiatorach. Film Ridleya Scotta „Gladiator” wydaje się w szczególny sposób stymulować zuchwałość Ralpha. Możemy także usłyszeć go cytującego fragmenty filmu w trzecim sezonie.

#### Chłopcy z ferajny
David Chase wspominał w wywiadach, że film Martina Scorsese „Chłopcy z ferajny” był dla niego źródłem inspiracji, porównując ją do Koranu.
W serialu występuje czworo głównych aktorów (Lorraine Bracco, Michael Imperioli, Tony Sirico i Vincent Pastore), którzy zagrali także w „Chłopcach z ferajny”. Po jakimś czasie do aktorów dołączył Frank Vincent (Phil Leotardo), który także grał w „Chłopcach...”. Także inni aktorzy grający w „Rodzinie Soprano” wystąpili w filmie Scorsesego, m.in.: Barbara Soprano Giglione (Nicole Burdette), Larry Boy Barese (Tony Darrow), Carmine Lupertazzi (Tony Lip), FBI Chief Frank Cubitoso (Frank Pellegrino), Albie Cianflone (John „Cha Cha” Ciarcia), Mary De Angelis (Suzanne Sheperd), Beansie Gaeta (Paul Herman), Joanne Moltisanti (Marianne Leone) oraz Pat Blundetto (Frank Albanese). Aktor Chuck Low zagrał rolę żyda Morrie w Chłopcach z ferajny oraz chasydzkiego właściciela hotelu w „Rodzinie Soprano”. Inni aktorzy grający małe role w filmie i serialu to: Tobin Bell, Gene Canfield, Gaetano LoGiudice, Vito Antuofermo, Frank Adonis, Anthony Alessandro i Victor Colicchio. W sumie 24 aktorów zagrało w obu produkcjach.
W serialu można znaleźć kilka nawiązań do filmu „Chłopcy z ferajny”. Na przykład Christopher w jednym z odcinków strzela piekarzowi w stopę, szepcząc „zdarza się” (postać grana przez Imperioli, Spider, w filmie zostaje postrzelona w stopę). Innym przykładem jest postać Phila Leotardo, który w serialu zabija Angelo Garepego w bagażniku samochodu (postać w „Chłopcach...” grana przez tego aktora zostaje zabita w ten sam sposób). W filmie bohaterowie zakopują ciało Billa Batsa na północy stanu Nowy Jork, ale po jakimś czasie muszą wrócić po ciało, ponieważ deweloper wykupił tamten teren. W piątym sezonie „Rodziny Soprano” dwóch bohaterów jedzie na farmę wujka Patsa na północ Nowego Jorku odkopać ciała kilku ofiar, ponieważ deweloper kupił posiadłość.
Także rozpoczęcie każdego z sezonów przedstawiające Tony’ego Soprano wychodzącego w szlafroku przed dom po gazetę nawiązuje do ostatniej sceny w „Chłopcach z ferajny”, kiedy Henry Hill grany przez Raya Liottę robi to samo.

#### Ojciec chrzestny
Wielu bohaterów serialu jest zafascynowanych serią filmów o „Ojcu chrzestnym” oraz aktorami, którzy w niej wystąpili. Na przykład Dominic Chianese (Junior Soprano) gra w drugiej części „Ojca chrzestnego” postać Johnny’ego Ola. Była taka plotka, że Tony Sirico grał w tym filmie, ale to okazało się nieprawdą, zagrał tylko w „Chłopcach z ferajny”. W „Ojcu chrzestnym” Tony Lip (Carmine Lupertazzi) i Lou Martini Jr. (Anthony Infante) pojawili się jako goście weselni. Także w trzeciej części „Ojca chrzestnego” Richard Maldone (Albert Barese) zagrał małą rolę jako Joey.
Christopher Moltisanti ma obsesję na punkcie filmów opowiadających o mafii. Wszyscy bohaterowie widzieli ten film wielokrotnie, do tego stopnia, że np. Paulie, mówiąc o Alu Pacino, mówi po prostu Al, a część z bohaterów rozróżnia filmy po numerach, np. jedynka oznacza pierwszą część trylogii. Tony i jego ekipa często omawiają swoje ulubione sceny. Dla przykładu ulubioną sceną Tony’ego jest powrót Vita Corleonego na Sycylię. Silvio Dante w początkowych sezonach naśladuje Ala Pacino z trzeciej części, mówiąc „Just when I thought I was out, they pull me back in (kiedy myślałem, że jestem już na zewnątrz, oni wciągnęli mnie z powrotem)”. Odtwarza też scenę z trzeciej części, rozmowę pomiędzy Michaelem Corleonem i Alem Nerim, w której Michael mówi „Our true enemy has yet to reveal himself (nasz prawdziwy wróg jeszcze się nie ujawnił)”. Bohaterowie często porównują się do różnych postaci z filmów gangsterskich, takich jak Ojciec chrzestny czy Chłopcy z ferajny.
W serialu występują także inne nawiązania do trylogii „Ojca chrzestnego”. Tuż przed nieudanym zamachem na życie Tony’ego w pierwszym sezonie, kupuje on butelkę soku pomarańczowego, co nawiązuje do sceny, w której Vito Corleone kupuje pomarańcze, a następnie zostaje postrzelony. W piątym sezonie Carmine Luperatzzi przeżywa atak podczas jedzenia przekąski. Na stole wszystkie szklanki są wypełnione wodą, poza szklanką Carmine, w której jest sok pomarańczowy. Także po śmierci Livii Soprano w trzecim sezonie jest ujęcie, w którym Tony Soprano zjeżdża windą do piwnicy domu pogrzebowego, co jest nawiązaniem do sceny, w której Vito Corleone prosi o przysługę swojego przyjaciela Bonasera po morderstwie jego syna Santino. W odcinku „The Test Dream” słyszymy, jak Annette Bening mówi „not coming out of the toilet with only his cock in his hand (żeby nie wyszedł z toalety tylko ze swoim penisem w ręce)”, po czym widzimy Tony’ego sięgającego za zbiornik po pistolet. W ten sam sposób Michael robi to w „Ojcu chrzestnym”. W pierwszej części szóstego sezonu, w odcinku „Mayham” Anthony Junior planuje zemstę na wujku Juniorze za próbę zabicia jego ojca. A.J. mówi do Bobby’ego i Christophera, że dojście do Juniora będzie „difficult, not impossible (trudne, ale możliwe)”. Rocco Lampone wypowiedział identyczne słowa do Michaela Corleonego podczas rozmowy na temat zabicia Hymana Rotha (Lee Strasberg) w drugiej części trylogii.

### Komentarze wydarzeń
Serial był środkiem dla Davida Chase’a na pokazanie swojego spojrzenia na życie i świat. Wiele epizodów nawiązuje do prawdziwych wydarzeń, takich jak proces O.J Simpsona, oskarżenie prezydenta Billa Clintona, 11 września, wojna w Iraku, karykatury Mahometa w duńskich gazetach oraz Huragan Katrina. Pokazano także wiele przykładów spisków, które proszą się o komentarz społeczeństwa. Dla przykładu, dowiadując się, że Johnny Sack kłamie w sprawie kradzieży skuterów Vespa z portu Newark, Tony dostrzega wadliwość systemu bezpieczeństwa w portach. Innym przykładem jest historia o sprzedaży własności lokalu dzierżawionego przez sklep z drobiem, własności małego biznesu, którą Tony sprzedał dużej korporacji Jamba Juice, handlującej sokami owocowymi, . W tym samym odcinku przedstawione są trudności z pogodzeniem starego systemu organizacji mafii z nowym wielonarodowym kapitalizmem, tak jak w Starbucks.

### Opis marek
„Rodzina Soprano” była konsekwentna w opisie marek występujących w serialu. HBO oficjalnie zaprzecza, że dostało pieniądze za umieszczenie różnych marek w serialu, i twierdzi, że nie są one handlową ofertą, ale zostały wybrane przez producenta programu.

## Krytyka i pochwały
„Rodzina Soprano” jest jednym z najcieplej przyjętych seriali obecnych czasów. Został obwołany jednym z najlepszych seriali telewizyjnych oraz uznany za najlepszy serial dramatyczny wszech czasów przez „TV Guide” i zajął piąte miejsce w rankingu Najlepszych 50 Programów Telewizyjnych Wszech Czasów. We wszystkich internetowych sondach zwyciężał jako najlepszy serial. New York Times nazwał go „najlepszą robotą amerykańskiej popkultury w ciągu ostatnich 25 lat”. „Newsweek” napisał, że dawno przed nim nie było tak dobrego serialu.
Serial jest najbardziej lubianym programem telewizyjnym wszech czasów, osiągając oglądalność nawet 13,4 miliona widzów na odcinek. Jako znak popularności może świadczyć fakt, że plakat reklamujący czwarty sezon przedstawiał tylko zdjęcia bohaterów bez tytułu serialu. Bohaterowie są tak rozpoznawani, że nie trzeba umieszczać napisu „Rodzina Soprano”, żeby widzowie wiedzieli, o co chodzi. Na początku szóstego sezonu w dacie premiery „12 marca” litera „r” została zastąpiona pistoletem. Pomimo spadających ocen dla szóstego sezonu, w ramach rywalizacji z hitem stacji ABC Gotowe na wszystko, „Rodzina Soprano” znalazła się na pierwszym miejscu najchętniej oglądanych seriali w sezonie.
Jednakże pojawiały się także opinie krytyczne na temat serialu. Został nazwany antywłoskim, dyskryminującym włosko-amerykańskich mieszkańców USA, i oskarżony o opieranie ich wizerunku na stereotypach. Dyskryminacja rosła w ciągu wyświetlania wszystkich sezonów, czego rezultatem było zakazanie ekipie uczestnictwa w paradzie z okazji dnia Kolumba tydzień po wyemitowaniu odcinka „Christopher”, w którym była mowa o wpływach mafii oraz stosowaniu przemocy wobec rdzennych mieszkańców podczas Dnia Kolumba.
Fundacja włosko-amerykańska często krytykowała serial, pokazujący społeczeństwo włosko-amerykańskie w negatywnym świetle. Sprzeciwiła się także decyzji burmistrza Bloomberga, który chciał włączyć bohaterów serialu do nowojorskiej parady z okazji Dnia Kolumba. Serial często odwoływał się od tych zarzutów, włączając w to opisanie w serialu w satyryczny sposób organizacji podobnej do fundacji włosko-amerykańskiej.
Być może za swoją antywłoską naturę serial nie odniósł sukcesu we Włoszech. Był on początkowo wyświetlany w sobotnie wieczory na Canale 5, ale miał małą oglądalność i został przeniesiony do stacji SKY Italia i dopiero wtedy odniósł sukces.
Niektóre krytyki serialu dotyczą pokazywania przemocy w „Rodzinie Soprano”. Pobicia, kolejne morderstwa oraz gwałt na dr Melfi to kilka przykładów z przemocy użytej w trzecim sezonie. Jednakże część widzów krytykowała czwarty sezon za brak przemocy w porównaniu z poprzednimi sezonami.
Również wielu widzów krytykowało serial za dużą liczbę niedokończonych wątków. Kilka najważniejszych przykładów to zaginiony Rosjanin Valery z odcinka „Pine Barrens” i gwałciciel dr Melfi z odcinka „Employee of the Month”. David Chase upierał się, że obie historie były niezależne i nie wpłynęłyby na dalszy bieg historii. Scenarzyści serialu znani są z rozwijania wątków bardzo powoli, aby czasem po kilku miesiącach, a nawet latach pozornego zapomnienia wydobyć je przed zakończeniem sezonu. Najlepszym przykładem jest historia Raymonda Curto, informatora FBI.
Pierwsza część szóstego sezonu była często krytykowana za zbyt wolne tempo. Powolna natura ostatniego sezonu spowodowała, że utracił on wielu fanów i wzmogła krytyki braku stanowczości w wielu odcinkach. HBO i David Chase odpowiadają, że szósty sezon składa się z 21 odcinków podzielonych na dwie części. Praktyka dzielenia ostatniego długiego sezonu na dwie części jest znana widzom HBO. W ten sam sposób stacja podzieliła ostatni sezon serialu „Seks w wielkim mieście”, drugi sezon „CSI: Kryminalne zagadki Miami”, „Battlestar Galactica”, pierwszy sezon serialu Prison Break („Skazany na śmierć”), „Detektyw Monk”. Wciąż szósty sezon jest najbardziej krytykowany, ale nie tylko, znalazł się on bowiem na szczycie listy najlepszych telewizyjnych programów 2006 roku razem z serialem „Zagubieni”. Był on także nominowany do nagrody Emmy w większej liczbie kategorii niż poprzedni, piąty sezon.

## Nagrody
„Rodzina Soprano” była nominowana czterokrotnie do nagrody Emmy za najlepszy serial dramatyczny w latach 1999, 2000, 2001 i 2003, za każdym razem przegrywając. Ostatecznie w 2004 roku wygrali plebiscyt i otrzymali główną nagrodę. Serial był nominowany 17 razy w ciągu pięciu sezonów i cztery razy otrzymywał nagrodę. Program był także nominowany do Złotych Globów w 2000 roku w kategorii najlepszy serial dramatyczny.
„Rodzina Soprano” zdobywała prawie w każdym sezonie nagrodę Emmy dla najlepszego aktora. Edie Falco i James Gandolfini byli nominowani po pięć razy do nagrody Emmy za główne role w serialu i oboje otrzymali po trzy statuetki. Joe Pantoliano zdobył nagrodę Emmy w 2003 roku, a Michael Imperioli i Drea de Matteo zwyciężyli w 2004 roku za role drugoplanowe. Inni aktorzy, którzy otrzymali nominacje do nagrody Emmy, to Lorraine Bracco, Dominic Chianese, Nancy Marchand, Aida Turturro, Steve Buscemi i Annabella Sciorra.
W 2006 roku serial otrzymał szóstą nominację w kategorii najlepszy serial dramatyczny, ale przegrał z serialem „24 godziny”. Także James Gandolfini i Edie Falco zostali ponownie nominowani za najlepsze role pierwszoplanowe, a Michael Imperioli w kategorii najlepszy aktor drugoplanowy.

## Produkcja

### Casting
- Tony Sirico chciał zagrać rolę Pauliego Walnutsa, o ile nie będzie on kapusiem.
- Lorraine Bracco, która grała wcześniej rolę żony mafioza w filmie Chłopcy z ferajny, dostała propozycję roli Carmeli Soprano. Wybrała jednak rolę dr Melfi, ponieważ uważała, że ta rola będzie dla niej większym wyzwaniem. Także Suzanne Shepherd, która grała matkę Karen Hill w „Chłopcach z ferajny”, teraz gra rolę matki Carmeli Soprano.
- David Chase do tego stopnia pokochał sposób gry Drei DiMatteo, która pracowała w restauracji w pilotowym odcinku, że stworzył dla niej rolę i zadebiutowała w odcinku „Denial, Anger, Acceptance”.
- Steven Van Zandt (Silvio Dante) i David Proval (Richie Aprile) zgłosili się na casting, chcąc zagrać rolę Tony’ego Soprano, a Ray Liotta był pretendentem do roli Tony’ego.
- Zanim Joseph R. Gannascoli zagrał w serialu role Vito Spatafore w pierwszym sezonie, pojawił się jako klient sklepu ciastkarskiego o imieniu „Gino” w odcinku „The Legend of Tennessee Moltisanti”.
- Siedmiu aktorów grających w serialu zagrało w filmie „Mickey Niebieskie Oko” w tym samym roku, kiedy zaczęto kręcić „Rodzinę Soprano”: Tony Sirico (Paulie Walnuts), John Ventimiglia (Artie Bucco), Aida Turturro (Janice Soprano), Vincent Pastore (Salvatore „Big Pussy” Bonpensiero), Frank Pellegrino (Bureau Chief Frank Cubitoso), Joseph R. Gannascoli (Vito Spatafore) oraz Tony Darrow (Larry).

### Motyw początkowy
Jednym z najbardziej rozpoznawalnych motywów serialu jest motyw początkowy, w trakcie którego odtwarzana jest piosenka „Woke Up This Morning”, nagrana przez brytyjski zespół Alabama 3. Główny bohater, Tony Soprano, wyjeżdża z tunelu Lincolna i wjeżdża na autostradę w New Jersey. Pokazywane są liczne punkty charakterystyczne w okolicy miasta Newark. Motyw kończy się wjazdem Tony’ego na podjazd jego domu na przedmieściach North Caldwell w hrabstwie Essex. Ta scena została także użyta w serialu „Simpsonowie”, w którym auto prowadził Fat Tony.
Pomiędzy wyjazdem z tunelu a wjazdem na autostradę w lusterku pokazują się wieże World Trade Center. Przed rozpoczęciem czwartego sezonu HBO i David Chase usunęli tu ujęcie w reakcji na zamachy na WTC.

### Lokalizacje
- Rodzina Soprano mieszka przy 633 Stag Trail Road w North Caldwell, NJ. (Faktyczny adres domu to 14 Aspen Drive, North Caldwell, NJ.) Dom rodziny Soprano

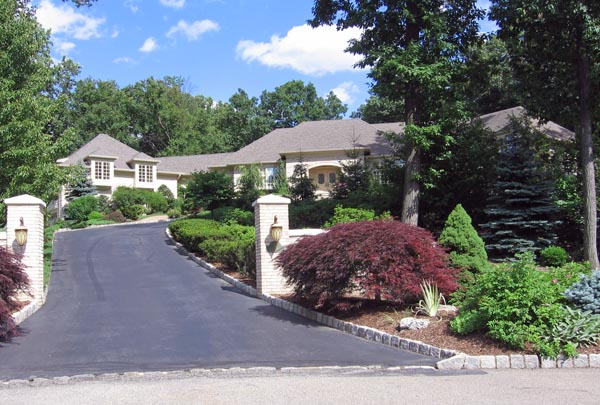
Dom rodziny Soprano

- Podczas kręcenia miejsc w New Jersey większość z nich była kręcona w studiu Silvercup na Long Island, Queens, Nowy Jork.
- Wszystkie ujęcia w klubie Bada Bing zostały nakręcone w istniejącym klubie Go-Go Satin Dolls, znajdującym się w Lodi, NJ.
- Klub Adriany, Crazy Horse, istnieje naprawdę pod nazwą The Lollipop Club i był własnością Vincenta Pastore, który grał rolę Salvatore „Big Pussy” Bonpensiero.
- Większa część ujęć wykonanych w szpitalu odbyła się w Elizabeth, NJ.
- Ujęcia na zewnątrz szpitala, użyte w szóstym sezonie, zostały nakręcone przed Instytutem Technologicznym (New Jersey Institute of Technology) w Newark, NJ.
- Sklep mięsny Centanni’s, w którym były nakręcone sceny w pilocie, istnieje naprawdę jako rzeźnia w Elizabeth, NJ. Ze względów na działalność gospodarczą w tym sklepie, produkcja została przeniesiona do opuszczonego lokalu w Kearny, NJ, który funkcjonował pod fikcyjną nazwą Satriale's Pork Store.
- Restauracja Nuovo Vesuvio, w serialu posiadana przez Artiego i Charmaine Bucco, istnieje także w Elizabeth, NJ, pod nazwą Manolo’s.

### Muzyka
W serialu przyłożono dużą uwagę przy dopasowaniu muzyki. David Chase wraz z dźwiękowcem Kathryn Dayak osobiście wybierali każdą piosenkę, czasami radząc się Stevena Van Zandta. Wiele piosenek jest powtarzanych w ciągu jednego odcinka, np.: piosenka tytułowa „Woke up this morning”, „Living on a Thin Line”, śpiewana przez The Kinks, „Glad Tidings” Vana Morrisona czy „Sposa son disprezzata” Vivaldiego, wykonana przez Cecilia Bartoli, a także „World destruction” zespołu Time Zone. Twórcy wykorzystali także piosenki kilku innych artystów, takich jak Dean Martin, Annie Lennox, The Kinks, The Rolling Stones, Van Morrison, Pink Floyd, Bon Jovi, Metallica, Deep Purple, Bob Dylan i Frank Sinatra. W serialu często pojawia się piosenka wykonywana przez Andreę Bocellego „Con te partiro”.

## Film
Pojawiły się przypuszczenia, że po zakończeniu serialu powstanie film oparty na fabule serialu. Plotka ta została rozwiana w zapowiedziach ostatniego sezonu, w których możemy usłyszeć o „ostatnich dziewięciu” odcinkach, które miały swoją premierę 8 kwietnia 2007 roku. Jednakże twórca serialu David Chase jednoznacznie nie zaprzeczył możliwości powstania w przyszłości tego filmu. Tymczasem w połowie marca 2008 roku Nick D’Urso, manager Bada Bing, night klubu, który był nieodzowną częścią serialu ujawnił, że poproszono go o użyczenie lokalu dla potrzeb nowo powstającego filmu.